# Jillian Highfill
Jillian Highfill (* 17. März 2004) ist eine US-amerikanische Skispringerin.

## Karriere

### Anfänge und Jugend
Highfill wurde am 17. März 2004 geboren. Sie trat dem Park City Ski and Snowboard-Skiverein bei. Dort übte sie das Skispringen aus. Im Alter von neun Jahren machte die US-Amerikanerin ihre ersten Sprünge im Jahr 2014. Im Jahr 2018 kam sie mit dreizehn Jahren in die Junioren-Nationalmannschaft der Vereinigten Staaten. Sie trainierte auf der Utah Olympic Park Jumps-Schanze, einer Schanze in ihrer Heimat Park City im US-Bundesstaat Utah.

### Erste internationale Sprünge
Ihre ersten internationalen Sprünge machte die Skispringerin im Sommer 2018. Dort trat sie im FIS Cup an. Im Winter der Saison 2018/19 machte sie keine Sprünge. Ihre nächsten Sprünge im Wettbewerb machte die US-Amerikanerin im Sommer 2019 im FIS-Cup.
Im Winter der Saison 2019/20 gab sie ihr Debüt im Continental-Cup im norwegischen Notodden am 14. Dezember 2019. Ihre ersten Punkte im Continental-Cup erlangte sie im deutschen Brotterode. Sie belegte hier bei den zwei Springen den 23. und 21. Platz. Bei den FIS Junioren-Weltmeisterschaften 2020 im deutschen Oberwiesenthal wurde sie 50. im Einzel und 10. im Team. Am Ende der Saison konnte sie den Continental-Cup als 82. abschließen. Sie erzielte 15 Punkte. Sie startete eine erfolgreiche Kampagne über das Online-Portal GoFundMe. Mit dieser Kampagne finanzierte sie ihr Training und Reisen zu den Weltcups nach Europa. Ihr Trainer ist Kjell Magnussen. Danach gab es eine längere Pause für die Springerinnen aufgrund der COVID-19-Pandemie. Sie konnte in der Saison 2020/21 aus dem Juniorinnenkader in das Nationalteam der US-amerikanischen Skispringerinnen aufsteigen.

## Statistiken

### Continental Cup
| Saison  | Platz | Punkte |
| ------- | ----- | ------ |
| 2019/20 | 89.   | 18     |

### FIS Cup
| Saison  | Platz | Punkte |
| ------- | ----- | ------ |
| 2018/19 | 82.   | 15     |